# Каскавулш
Каскавулш (англ. Kaskawulsh Glacier) — обширный долинный ледник, расположенный в горах Святого Ильи, в пределах национального парка Клуэйн канадской территории Юкон.

## География
Ледник находится на высоте примерно 6000-9000 футов (1800—2700 м) над уровнем моря, площадь его более 15 000 кв. миль (39 000 км²). Заканчивается в верховьях долин рек Слимс и Каскавулш, которые впадают в реки Юкон (через озеро Клуэйн) и Алсек соответственно. Каскавулш формируется в результате слияния двух сходящихся выходных ледников, Центрального и Северного рукавов, и имеет ширину 3—4 мили (4,8—6,4 км) в самом широком месте.
До 2016 года талая вода из ледника направлялась ледяной плотиной через реку Слимс на север к озеру Клуэйн и, в конечном счете, в Берингово море. В 2016 году, когда ледник отступил, преобладающая часть потока резко переключилась на реку Каскавулш, текущую на восток, а затем на юг к реке Алсек и заливу Аляска. Поскольку уровень воды в озере Клуэйн продолжает падать, исследователи ожидают, что оно станет изолированным, отрезанным от любого стока.

## Туризм
Туристы могут посетить ледник по популярному западному маршруту вдоль реки Слимс, который следует по реке Слимс на юг на протяжении 32 км, прежде чем закончиться на вершине смотровой горы у подножия ледника. Туристы также могут следовать по восточному маршруту вдоль реки Слимс, чтобы добраться до мыса ледника, также известного как конечная точка ледника.